# Megapodius cumingii
El talégalo filipino o telégala malaya (Megapodius cumingii) es una especie de ave galliforme de la familia Megapodiidae que habita en el norte y centro del archipiélago malayo. 

## Distribución y hábitat
Se encuentra en casi todas las islas del archipiélago filipino (excepto algunas Bisayas Occidentales), el noreste de Borneo y Célebes, distribuido por los bosques tropicales de Filipinas, Indonesia y Malasia.

## Subespecies
Son 7 las subespecies reconocidas:
- Megapodius cumingii cumingii Dillwyn, 1853
- Megapodius cumingii dillwyni Tweeddale, 1878
- Megapodius cumingii gilbertii G. R. Gray, 1862
- Megapodius cumingii pusillus Tweeddale, 1878
- Megapodius cumingii sanghirensis Schlegel, 1880
- Megapodius cumingii tabon Hachisuka, 1931
- Megapodius cumingii talautensis C. S. Roselaar, 1994